# Carl Richard Woese
Carl Richard Woese (15 de juliol del 1928, Syracuse - 30 de desembre de 2012, Urbana, Illinois) va ser un microbiòleg estatunidenc, que estudià a la Deerfield Academy i l'Amherst College. És cèlebre per ser el definidor dels arqueus (un nou domini o regne de la vida) el 1977, per mitjà de la taxonomia filogenètica de l'ARN ribosomal 16S, una tècnica de la qual Woese fou pioner i que actualment és un procés estàndard. També postulà la hipòtesi del món d'ARN el 1967, tot i que no amb aquest nom.
Havent definit els arqueus com un nou domini, Woese redissenyà l'arbre taxonòmic. El seu sistema de tres dominis, basat en relacions genètiques i no en les semblances morfològiques evidents, divideix la vida en 23 divisions principals, totes incorporades en tres dominis: els bacteris, els arqueus i els eucariotes. Els arqueus no són ni bacteris ni eucariotes. Dit d'una altra manera, són procariotes que no són bacteris.
L'arbre de la vida proposat per Woese és notable per la seva demostració de l'aclaparadora diversitat de llinatges microbians; els organismes unicel·lulars representen la immensa majoria de la diversitat genètica, metabòlica i de nínxols ecològics de la biosfera. Això sorprèn alguns, donada la seva familiaritat amb el món macrobiològic. Com que els microbis són els responsables de molts cicles biogeoquímics i són crucials pel funcionament continu de la biosfera, els esforços de Woese per a clarificar l'evolució i la diversitat dels microbis feu un gran servei als ecòlegs i els conservacionistes.

Arbre filogenètic basat en les anàlisis d'ARNr de Woese i cols.

L'acceptació de la validesa de la classificació de Woese fou un procés lent i penós. Personatges cèlebres, incloent-hi Salvador Luria i Ernst Mayr, rebutjaren la seva divisió dels procariotes. No totes les crítiques envers ell es limitaven a l'àmbit científic. No és sense raó que s'ha titllat Woese de "El Revolucionari amb més Cicatrius de la Microbiologia" per la revista Science. La quantitat creixent d'informacions concordants amb la teoria de Woese portà la comunitat científica en general a acceptar els arqueus a mitjans de la dècada del 1980. Una minvant minoria de científics encara defensen concepcions passades de moda de la radiació evolutiva, però sembla que les teories de Woese han estat justificades.
Woese també proposà una era en què existí una quantitat considerable de transferència lateral de gens entre organismes. Les espècies es formaren quan els organismes deixaren de tractar els gens d'altres organismes amb la mateixa importància que els seus propis. Durant aquest període, la transferència lateral fou la responsible de la ràpida velocitat d'evolució inicial d'estructures biològiques complexes.
L'obra de Woese també és significant per les seves implicacions quant a la cerca de vida en altres planetes. Abans de Woese, es creia que els arqueus eren organismes extrems que havien evolucionat d'organismes que resulten més familiars. Molts científics pensen actualment que són molt antics, i que podrien tenir connexions evolutives estretes amb els primers organismes a viure a la Terra. Organismes similars als arqueus que viuen en medis extrems podrien haver aparegut en altres planetes, alguns dels quals se sap que tenen condicions que permeten una vida extremòfila.
Woese fou un MacArthur Fellow el 1984, fou creat membre de l'Acadèmia Nacional de Ciències dels Estats Units el 1988, rebé la Medalla Leewenhoek (l'honor més alt de la microbiologia) el 1992, i rebé la Medalla Nacional de la Ciència el 2000. El 2003 fou guardonat amb el Premi Crafoord de la Reial Acadèmia Sueca de Ciències. El 2006, fou creat membre estranger de la Royal Society.
Moltes espècies microbianes, com ara Pyrococcus woesei, Methanobrevibacterium woesei i Conexibacter woesei estan anomenades en honor seu.